# جاون اسپنسر
جاون اسپنسر (انگلیسی: Jon Spencer؛ زادهٔ ۲۴ اوت ۱۹۶۵) یک موسیقی‌دان اهل ایالات متحده آمریکا است.